# Zweeds voetbalelftal (vrouwen)
Het Zweeds vrouwenvoetbalelftal is een voetbalteam dat uitkomt voor Zweden bij internationale wedstrijden zoals het EK voetbal vrouwen.

## Prestaties op eindronden

### Wereldkampioenschap

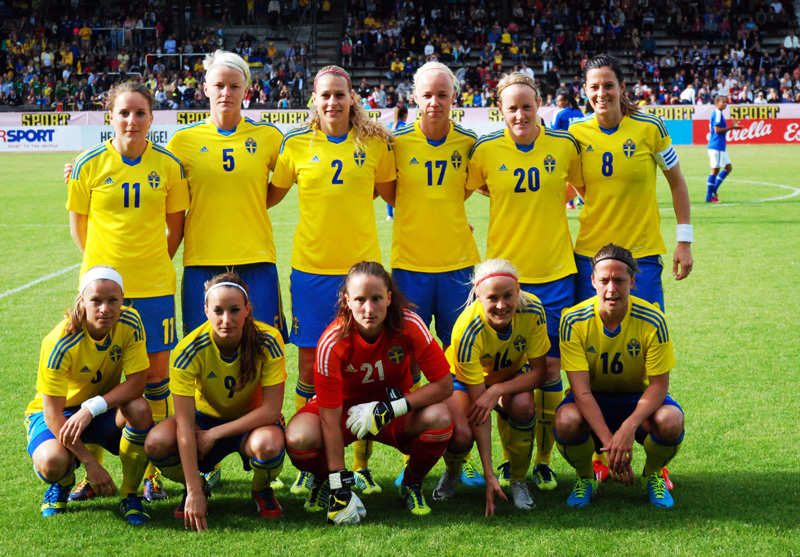
Het Zweeds vrouwenvoetbalelftal in 2013

| Jaar   | Resultaat      | Wed | W  | G | V  | DV | DT |
| ------ | -------------- | --- | -- | - | -- | -- | -- |
| 1991   | Derde          | 6   | 4  | 0 | 2  | 18 | 7  |
| 1995   | Kwartfinale    | 4   | 2  | 1 | 1  | 6  | 4  |
| 1999   | Kwartfinale    | 4   | 2  | 0 | 2  | 7  | 6  |
| 2003   | Tweede         | 6   | 4  | 0 | 2  | 10 | 7  |
| 2007   | Groepsfase     | 3   | 1  | 1 | 1  | 3  | 4  |
| 2011   | Derde          | 6   | 5  | 0 | 1  | 10 | 6  |
| 2015   | Achtste finale | 4   | 0  | 3 | 1  | 5  | 8  |
| 2019   | Derde          | 7   | 5  | 0 | 2  | 12 | 6  |
| / 2023 | Derde          | 7   | 5  | 1 | 1  | 14 | 4  |
| Totaal | 9/9            | 47  | 28 | 6 | 13 | 85 | 52 |

### Olympische Spelen
| Jaar   | Resultaat     | Wed | W  | G | V  | DV | DT |
| ------ | ------------- | --- | -- | - | -- | -- | -- |
| 1996   | Groepsfase    | 3   | 1  | 0 | 2  | 4  | 5  |
| 2000   | Groepsfase    | 3   | 0  | 1 | 2  | 1  | 4  |
| 2004   | Vierde plaats | 5   | 2  | 0 | 3  | 4  | 5  |
| 2008   | Kwartfinale   | 4   | 2  | 0 | 2  | 4  | 5  |
| 2012   | Kwartfinale   | 4   | 1  | 2 | 1  | 7  | 5  |
| 2016   | Tweede        | 6   | 1  | 3 | 2  | 4  | 8  |
| 2020   | Tweede        | 6   | 5  | 1 | 0  | 14 | 4  |
| Totaal | 7/7           | 31  | 12 | 7 | 13 | 38 | 36 |

### Europees kampioenschap
| Jaar   | Resultaat           | Wed                 | W                   | G                   | V                   | DV                  | DT                  |
| ------ | ------------------- | ------------------- | ------------------- | ------------------- | ------------------- | ------------------- | ------------------- |
| 1984   | Kampioen            | 4                   | 3                   | 0                   | 1                   | 6                   | 4                   |
| 1987   | Tweede              | 2                   | 1                   | 0                   | 1                   | 4                   | 4                   |
| 1989   | Derde plaats        | 2                   | 1                   | 0                   | 1                   | 3                   | 3                   |
| 1991   | Niet gekwalificeerd | Niet gekwalificeerd | Niet gekwalificeerd | Niet gekwalificeerd | Niet gekwalificeerd | Niet gekwalificeerd | Niet gekwalificeerd |
| 1993   | Niet gekwalificeerd | Niet gekwalificeerd | Niet gekwalificeerd | Niet gekwalificeerd | Niet gekwalificeerd | Niet gekwalificeerd | Niet gekwalificeerd |
| 1995   | Tweede              | 3                   | 1                   | 0                   | 2                   | 9                   | 8                   |
| 1997   | Halve finale        | 4                   | 3                   | 0                   | 1                   | 6                   | 2                   |
| 2001   | Tweede              | 5                   | 3                   | 0                   | 2                   | 7                   | 4                   |
| 2005   | Halve finale        | 4                   | 1                   | 2                   | 1                   | 4                   | 4                   |
| 2009   | Kwartfinale         | 4                   | 2                   | 1                   | 1                   | 7                   | 4                   |
| 2013   | Halve finale        | 5                   | 3                   | 1                   | 1                   | 13                  | 3                   |
| 2017   | Kwartfinale         | 4                   | 1                   | 1                   | 2                   | 4                   | 5                   |
| 2022   | Halve finale        | 5                   | 3                   | 1                   | 1                   | 9                   | 6                   |
| 2025   | Kwartfinale         | 4                   | 3                   | 1                   | 0                   | 10                  | 3                   |
| Totaal | 12/14               | 46                  | 25                  | 7                   | 14                  | 80                  | 50                  |

## Selecties

### Huidige selectie
Interlands en doelpunten bijgewerkt tot en met de WK-troostfinale Engeland  (1 - 2)  Zweden op 6 juli 2019.
|                               |                             |      |        |                      |        |
|                               |                             |      |        |                      |        |
|                               |                             |      |        |                      |        |
| Nr.                           | Naam                        | Wed. | Dlpnt. | Club                 | Debuut |
| Doel                          |                             |      |        |                      |        |
| 1                             | Hedvig Lindahl 42 jaar      | 165  | 0      | Clubloos             | 2002   |
| 12                            | Jennifer Falk 32 jaar       | 0    | 0      | Kopparbergs/Göteborg | -      |
| 21                            | Zećira Mušović 29 jaar      | 2    | 0      | FC Rosengård         | 2018   |
| Verdediging                   |                             |      |        |                      |        |
| 2                             | Jonna Andersson 32 jaar     | 43   | 0      | Chelsea FC Women     | 2015   |
| 3                             | Linda Sembrant 38 jaar      | 117  | 9      | Montpellier HSC      | 2008   |
| 4                             | Hanna Glas 32 jaar          | 29   | 0      | Paris Saint-Germain  | 2017   |
| 5                             | Nilla Fischer 40 jaar       | 182  | 23     | VfL Wolfsburg        | 2001   |
| 6                             | Magdalena Eriksson 31 jaar  | 55   | 5      | Chelsea FC Women     | 2013   |
| 13                            | Amanda Ilestedt 32 jaar     | 29   | 2      | Turbine Potsdam      | 2013   |
| 15                            | Nathalie Björn 28 jaar      | 13   | 2      | FC Rosengård         | 2016   |
| Middenveld                    |                             |      |        |                      |        |
| 8                             | Lina Hurtig 29 jaar         | 25   | 4      | Linköpings FC        | 2014   |
| 9                             | Kosovare Asllani 35 jaar    | 134  | 35     | Linköpings FC        | 2008   |
| 14                            | Julia Roddar 33 jaar        | 6    | 0      | Kopparbergs/Göteborg | 2017   |
| 17                            | Caroline Seger 40 jaar      | 200  | 27     | FC Rosengård         | 2005   |
| 19                            | Anna Anvegård 28 jaar       | 12   | 1      | Växjö DFF            | 2018   |
| 23                            | Elin Rubensson 32 jaar      | 68   | 3      | Kopparbergs/Göteborg | 2012   |
| Aanval                        |                             |      |        |                      |        |
| 7                             | Madelen Janogy 29 jaar      | 7    | 2      | Piteå IF             | 2019   |
| 10                            | Sofia Jakobsson 35 jaar     | 107  | 19     | Montpellier HSC      | 2011   |
| 11                            | Stina Blackstenius 29 jaar  | 50   | 12     | Linköpings FC        | 2015   |
| 16                            | Julia Zigiotti Olme 27 jaar | 10   | 0      | Kopparbergs/Göteborg | 2018   |
| 18                            | Fridolina Rolfö 31 jaar     | 41   | 9      | Bayern München       | 2014   |
| 20                            | Mimmi Larsson 31 jaar       | 22   | 6      | Linköpings FC        | 2016   |
| 22                            | Olivia Schough 34 jaar      | 74   | 9      | Djurgårdens IF       | 2014   |
| Bondscoach: Peter Gerhardsson |                             |      |        |                      |        |

(Nr.= basiself, Nr. + Wed. = , Nr. + Wed. = , Nr. + Wed. = volledige wedstrijd, Dlpnt. = gescoord, 0 = penalty gestopt)

### Wereldkampioenschap
|                               |                             |         |        |                      |
|                               |                             |         |        |                      |
|                               |                             |         |        |                      |
| Nr.                           | Naam                        | Wed.    | Dlpnt. | Club                 |
| Doel                          |                             |         |        |                      |
| 1                             | Hedvig Lindahl 36 jaar      | 7 (165) | -6, 0  | Clubloos             |
| 12                            | Jennifer Falk 26 jaar       | 0       | 0      | Kopparbergs/Göteborg |
| 21                            | Zećira Mušović 23 jaar      | 0 (2)   | 0      | FC Rosengård         |
| Verdediging                   |                             |         |        |                      |
| 2                             | Jonna Andersson 26 jaar     | 2 (43)  | 0      | Chelsea FC Women     |
| 3                             | Linda Sembrant 32 jaar      | 7 (117) | 1 (9)  | Montpellier HSC      |
| 4                             | Hanna Glas 26 jaar          | 7 (29)  | 0      | Paris Saint-Germain  |
| 5                             | Nilla Fischer 34 jaar       | 6 (182) | 0 (23) | VfL Wolfsburg        |
| 6                             | Magdalena Eriksson 25 jaar  | 6 (55)  | 0 (5)  | Chelsea FC Women     |
| 13                            | Amanda Ilestedt 26 jaar     | 3 (29)  | 0 (2)  | Turbine Potsdam      |
| 15                            | Nathalie Björn 22 jaar      | 4 (13)  | 0 (2)  | FC Rosengård         |
| Middenveld                    |                             |         |        |                      |
| 8                             | Lina Hurtig 23 jaar         | 7 (25)  | 1 (4)  | Linköpings FC        |
| 9                             | Kosovare Asllani 29 jaar    | 7 (134) | 3 (35) | Linköpings FC        |
| 14                            | Julia Roddar 27 jaar        | 0 (6)   | 0      | Kopparbergs/Göteborg |
| 17                            | Caroline Seger 34 jaar      | 7 (200) | 0 (27) | FC Rosengård         |
| 19                            | Anna Anvegård 22 jaar       | 3 (12)  | 0 (1)  | Växjö DFF            |
| 23                            | Elin Rubensson 26 jaar      | 5 (68)  | 1 (3)  | Kopparbergs/Göteborg |
| Aanval                        |                             |         |        |                      |
| 7                             | Madelen Janogy 23 jaar      | 3 (7)   | 1 (2)  | Piteå IF             |
| 10                            | Sofia Jakobsson 29 jaar     | 6 (107) | 2 (19) | Montpellier HSC      |
| 11                            | Stina Blackstenius 23 jaar  | 6 (50)  | 2 (12) | Linköpings FC        |
| 16                            | Julia Zigiotti Olme 21 jaar | 3 (10)  | 0      | Kopparbergs/Göteborg |
| 18                            | Fridolina Rolfö 25 jaar     | 6 (41)  | 1 (9)  | Bayern München       |
| 20                            | Mimmi Larsson 25 jaar       | 2 (22)  | 0 (6)  | Linköpings FC        |
| 22                            | Olivia Schough 28 jaar      | 2 (74)  | 0 (9)  | Djurgårdens IF       |
| Bondscoach: Peter Gerhardsson |                             |         |        |                      |

### Olympische Spelen
| Doel        |                    |  |  |                |
| 1           | Annelie Nilsson    |  |  | Sunnanå SK     |
| 12          | Ulrika Karlsson    |  |  | Bälinge IF     |
| Verdediging |                    |  |  |                |
| 2           | Cecilia Sandell    |  |  | Älvsjö AIK     |
| 3           | Asa Jakobsson      |  |  | Gideonsberg IF |
| 4           | Annika Nessvold    |  |  | Malmö FF       |
| 5           | Kristin Bengtsson  |  |  | FK Athene Moss |
| 13          | Camilla Gustafsson |  |  | Jitex BK/JG93  |
| 18          | Asa Lonnqvist      |  |  |                |
| Middenveld  |                    |  |  |                |
| 6           | Anna Pohjanen      |  |  | Sunnanå SK     |
| 8           | Malin Swedberg     |  |  | Älvsjö AIK     |
| 9           | Malin Andersson    |  |  | Älvsjö AIK     |
| 17          | Eva Larsson        |  |  |                |
| 19          | Pernilla Bowall    |  |  |                |
| 20          | Anneli Wahlgren    |  |  | Bälinge IF     |
| Aanval      |                    |  |  |                |
| 7           | Pia Sundhage       |  |  | Hammarby IF    |
| 10          | Ulrika Kalte       |  |  | Älvsjö AIK     |
| 11          | Lena Videkull      |  |  | Malmö FF       |
| 14          | Anna Maria Kun     |  |  | Gideonsberg IF |
| 15          | Julia Carlsson     |  |  | Älvsjö AIK     |
| 16          | Hanna Ljungberg    |  |  | Sunnanå SK     |

| Doel        |                   |  |  |                        |
| 1           | Hedvig Lindahl    |  |  | Kristianstads DFF      |
| 18          | Sofia Lundgren    |  |  | Linköpings FC          |
| Verdediging |                   |  |  |                        |
| 2           | Linda Sembrant    |  |  | Tyresö FF              |
| 3           | Emma Berglund     |  |  | Umeå IK FF             |
| 4           | Annica Svensson   |  |  | Tyresö FF              |
| 5           | Nilla Fischer     |  |  | Linköpings FC          |
| 6           | Sara Thunebro     |  |  | 1. FFC Frankfurt       |
| 13          | Lina Nilsson      |  |  | LdB FC Malmö           |
| 17          | Malin Levenstad   |  |  | LdB FC Malmö           |
| Middenveld  |                   |  |  |                        |
| 7           | Lisa Dahlkvist    |  |  | Tyresö FF              |
| 11          | Antonia Göransson |  |  | Turbine Potsdam        |
| 12          | Marie Hammarström |  |  | KIF Örebro DFF         |
| 14          | Johanna Almgren   |  |  | Kopparbergs/Göteborg   |
| 15          | Caroline Seger    |  |  | Tyresö FF              |
| Aanval      |                   |  |  |                        |
| 8           | Lotta Schelin     |  |  | Olympique Lyonnais     |
| 9           | Kosovare Asllani  |  |  | Paris Saint-Germain FC |
| 10          | Sofia Jakobsson   |  |  | WFC Rossiyanka         |
| 16          | Madelaine Edlund  |  |  | Tyresö FF              |

| Doel        |                    |  |  |                      |
| 1           | Hedvig Lindahl     |  |  | Chelsea              |
| 18          | Hilda Carlén       |  |  | Piteå IF             |
| Verdediging |                    |  |  |                      |
| 2           | Jonna Andersson    |  |  | Linköpings FC        |
| 3           | Linda Sembrant     |  |  | Montpellier HSC      |
| 4           | Emma Berglund      |  |  | FC Rosengård         |
| 5           | Nilla Fischer      |  |  | VfL Wolfsburg        |
| 6           | Magdalena Eriksson |  |  | Linköpings FC        |
| 15          | Jessica Samuelsson |  |  | Linköpings FC        |
| Middenveld  |                    |  |  |                      |
| 7           | Lisa Dahlkvist     |  |  | KIF Örebro DFF       |
| 14          | Emilia Appelqvist  |  |  | Djurgårdens IF       |
| 16          | Elin Rubensson     |  |  | Kopparbergs/Göteborg |
| 17          | Caroline Seger     |  |  | Olympique Lyonnais   |
| 19          | Pauline Hammarlund |  |  | Kopparbergs/Göteborg |
| Aanval      |                    |  |  |                      |
| 8           | Lotta Schelin      |  |  | FC Rosengård         |
| 9           | Kosovare Asllani   |  |  | Manchester City WFC  |
| 10          | Sofia Jakobsson    |  |  | Montpellier HSC      |
| 11          | Stina Blackstenius |  |  | Linköpings FC        |
| 12          | Olivia Schough     |  |  | Eskilstuna United    |
| 13          | Fridolina Rolfö    |  |  | Linköpings FC        |

### Europees kampioenschap
| Selectie van Zweden bij het Europees kampioenschap 2005 | Selectie van Zweden bij het Europees kampioenschap 2005 | Selectie van Zweden bij het Europees kampioenschap 2005 | Selectie van Zweden bij het Europees kampioenschap 2005 | Selectie van Zweden bij het Europees kampioenschap 2005 | Selectie van Zweden bij het Europees kampioenschap 2005 | Selectie van Zweden bij het Europees kampioenschap 2005 | Selectie van Zweden bij het Europees kampioenschap 2005 | Selectie van Zweden bij het Europees kampioenschap 2005 |
| №                                                       | Naam                                                    | Wed.                                                    | Dlpnt.                                                  | Club                                                    |                                                         |                                                         |                                                         |                                                         |
| ------------------------------------------------------- | ------------------------------------------------------- | ------------------------------------------------------- | ------------------------------------------------------- | ------------------------------------------------------- | ------------------------------------------------------- | ------------------------------------------------------- | ------------------------------------------------------- | ------------------------------------------------------- |
| Doel                                                    |                                                         |                                                         |                                                         |                                                         |                                                         |                                                         |                                                         |                                                         |
| 1                                                       | Caroline Jönsson                                        |                                                         |                                                         | Malmö FF                                                |                                                         |                                                         |                                                         |                                                         |
| 12                                                      | Hedvig Lindahl                                          |                                                         |                                                         | Linköpings FC                                           |                                                         |                                                         |                                                         |                                                         |
| 18                                                      | Maja Åström                                             |                                                         |                                                         | Djurgårdens IF                                          |                                                         |                                                         |                                                         |                                                         |
| Verdediging                                             |                                                         |                                                         |                                                         |                                                         |                                                         |                                                         |                                                         |                                                         |
| 2                                                       | Karolina Westberg                                       |                                                         |                                                         | Umeå IK FF                                              |                                                         |                                                         |                                                         |                                                         |
| 3                                                       | Jane Törnqvist                                          |                                                         |                                                         | Djurgårdens IF                                          |                                                         |                                                         |                                                         |                                                         |
| 4                                                       | Hanna Marklund                                          |                                                         |                                                         | Sunnanå SK                                              |                                                         |                                                         |                                                         |                                                         |
| 5                                                       | Kristin Bengtsson                                       |                                                         |                                                         | Djurgårdens IF                                          |                                                         |                                                         |                                                         |                                                         |
| 7                                                       | Sara Larsson                                            |                                                         |                                                         | Linköpings FC                                           |                                                         |                                                         |                                                         |                                                         |
| 19                                                      | Anna Paulson                                            |                                                         |                                                         | Umeå IK FF                                              |                                                         |                                                         |                                                         |                                                         |
| Middenveld                                              |                                                         |                                                         |                                                         |                                                         |                                                         |                                                         |                                                         |                                                         |
| 6                                                       | Malin Moström                                           |                                                         |                                                         | Umeå IK FF                                              |                                                         |                                                         |                                                         |                                                         |
| 8                                                       | Frida Östberg                                           |                                                         |                                                         | Umeå IK FF                                              |                                                         |                                                         |                                                         |                                                         |
| 9                                                       | Malin Andersson                                         |                                                         |                                                         | Malmö FF                                                |                                                         |                                                         |                                                         |                                                         |
| 14                                                      | Maria Karlsson                                          |                                                         |                                                         | Linköpings FC                                           |                                                         |                                                         |                                                         |                                                         |
| 15                                                      | Therese Sjögran                                         |                                                         |                                                         | Malmö FF                                                |                                                         |                                                         |                                                         |                                                         |
| 16                                                      | Caroline Seger                                          |                                                         |                                                         | Linköpings FC                                           |                                                         |                                                         |                                                         |                                                         |
| 17                                                      | Anna Sjöström                                           |                                                         |                                                         | Umeå IK FF                                              |                                                         |                                                         |                                                         |                                                         |
| Aanval                                                  |                                                         |                                                         |                                                         |                                                         |                                                         |                                                         |                                                         |                                                         |
| 10                                                      | Hanna Ljungberg                                         |                                                         |                                                         | Umeå IK FF                                              |                                                         |                                                         |                                                         |                                                         |
| 11                                                      | Victoria Svensson                                       |                                                         |                                                         | Djurgårdens IF                                          |                                                         |                                                         |                                                         |                                                         |
| 13                                                      | Lotta Schelin                                           |                                                         |                                                         | Kopparbergs/Göteborg                                    |                                                         |                                                         |                                                         |                                                         |
| 20                                                      | Josefine Öqvist                                         |                                                         |                                                         | Linköpings FC                                           |                                                         |                                                         |                                                         |                                                         |
| Bondscoach: Marika Domanski-Lyfors                      |                                                         |                                                         |                                                         |                                                         |                                                         |                                                         |                                                         |                                                         |

| Selectie van Zweden bij het Europees kampioenschap 2009 | Selectie van Zweden bij het Europees kampioenschap 2009 | Selectie van Zweden bij het Europees kampioenschap 2009 | Selectie van Zweden bij het Europees kampioenschap 2009 | Selectie van Zweden bij het Europees kampioenschap 2009 | Selectie van Zweden bij het Europees kampioenschap 2009 | Selectie van Zweden bij het Europees kampioenschap 2009 | Selectie van Zweden bij het Europees kampioenschap 2009 | Selectie van Zweden bij het Europees kampioenschap 2009 |
| №                                                       | Naam                                                    | Wed.                                                    | Dlpnt.                                                  | Club                                                    |                                                         |                                                         |                                                         |                                                         |
| ------------------------------------------------------- | ------------------------------------------------------- | ------------------------------------------------------- | ------------------------------------------------------- | ------------------------------------------------------- | ------------------------------------------------------- | ------------------------------------------------------- | ------------------------------------------------------- | ------------------------------------------------------- |
| Doel                                                    |                                                         |                                                         |                                                         |                                                         |                                                         |                                                         |                                                         |                                                         |
| 1                                                       | Hedvig Lindahl                                          |                                                         |                                                         | Kopparbergs/Göteborg                                    |                                                         |                                                         |                                                         |                                                         |
| 12                                                      | Kristin Hammarström                                     |                                                         |                                                         | KIF Örebro DFF                                          |                                                         |                                                         |                                                         |                                                         |
| 21                                                      | Ulla-Karin Rönnlund                                     |                                                         |                                                         | Umeå IK FF                                              |                                                         |                                                         |                                                         |                                                         |
| Verdediging                                             |                                                         |                                                         |                                                         |                                                         |                                                         |                                                         |                                                         |                                                         |
| 2                                                       | Charlotte Rohlin                                        |                                                         |                                                         | Linköpings FC                                           |                                                         |                                                         |                                                         |                                                         |
| 3                                                       | Stina Segerström                                        |                                                         |                                                         | Kopparbergs/Göteborg                                    |                                                         |                                                         |                                                         |                                                         |
| 4                                                       | Anna Paulson                                            |                                                         |                                                         | Umeå IK FF                                              |                                                         |                                                         |                                                         |                                                         |
| 6                                                       | Sara Thunebro                                           |                                                         |                                                         | 1. FFC Frankfurt                                        |                                                         |                                                         |                                                         |                                                         |
| 7                                                       | Sara Larsson                                            |                                                         |                                                         | Linköpings FC                                           |                                                         |                                                         |                                                         |                                                         |
| 13                                                      | Karin Lissel                                            |                                                         |                                                         | Hammarby IF                                             |                                                         |                                                         |                                                         |                                                         |
| 18                                                      | Nilla Fischer                                           |                                                         |                                                         | LdB FC Malmö                                            |                                                         |                                                         |                                                         |                                                         |
| 22                                                      | Lina Nilsson                                            |                                                         |                                                         | LdB FC Malmö                                            |                                                         |                                                         |                                                         |                                                         |
| Middenveld                                              |                                                         |                                                         |                                                         |                                                         |                                                         |                                                         |                                                         |                                                         |
| 5                                                       | Caroline Seger                                          |                                                         |                                                         | Linköpings FC                                           |                                                         |                                                         |                                                         |                                                         |
| 10                                                      | Kosovare Asllani                                        |                                                         |                                                         | Linköpings FC                                           |                                                         |                                                         |                                                         |                                                         |
| 14                                                      | Louise Schillgard                                       |                                                         |                                                         | AIK Fotboll                                             |                                                         |                                                         |                                                         |                                                         |
| 15                                                      | Therese Sjögran                                         |                                                         |                                                         | LdB FC Malmö                                            |                                                         |                                                         |                                                         |                                                         |
| 16                                                      | Petra Larsson                                           |                                                         |                                                         | Linköpings FC                                           |                                                         |                                                         |                                                         |                                                         |
| 17                                                      | Lisa Dahlkvist                                          |                                                         |                                                         | Umeå IK FF                                              |                                                         |                                                         |                                                         |                                                         |
| Aanval                                                  |                                                         |                                                         |                                                         |                                                         |                                                         |                                                         |                                                         |                                                         |
| 8                                                       | Lotta Schelin                                           |                                                         |                                                         | Olympique Lyonnais                                      |                                                         |                                                         |                                                         |                                                         |
| 9                                                       | Jessica Landström                                       |                                                         |                                                         | Linköpings FC                                           |                                                         |                                                         |                                                         |                                                         |
| 11                                                      | Victoria Svensson                                       |                                                         |                                                         | Djurgårdens IF                                          |                                                         |                                                         |                                                         |                                                         |
| 19                                                      | Sara Lindén                                             |                                                         |                                                         | Kopparbergs/Göteborg                                    |                                                         |                                                         |                                                         |                                                         |
| 20                                                      | Linnea Liljegärd                                        |                                                         |                                                         | Kopparbergs/Göteborg                                    |                                                         |                                                         |                                                         |                                                         |
| Bondscoach: Thomas Dennerby                             |                                                         |                                                         |                                                         |                                                         |                                                         |                                                         |                                                         |                                                         |

| Selectie van Zweden bij het Europees kampioenschap 2013 | Selectie van Zweden bij het Europees kampioenschap 2013 | Selectie van Zweden bij het Europees kampioenschap 2013 | Selectie van Zweden bij het Europees kampioenschap 2013 | Selectie van Zweden bij het Europees kampioenschap 2013 | Selectie van Zweden bij het Europees kampioenschap 2013 | Selectie van Zweden bij het Europees kampioenschap 2013 | Selectie van Zweden bij het Europees kampioenschap 2013 | Selectie van Zweden bij het Europees kampioenschap 2013 |
| №                                                       | Naam                                                    | Wed.                                                    | Dlpnt.                                                  | Club                                                    |                                                         |                                                         |                                                         |                                                         |
| ------------------------------------------------------- | ------------------------------------------------------- | ------------------------------------------------------- | ------------------------------------------------------- | ------------------------------------------------------- | ------------------------------------------------------- | ------------------------------------------------------- | ------------------------------------------------------- | ------------------------------------------------------- |
| Doel                                                    |                                                         |                                                         |                                                         |                                                         |                                                         |                                                         |                                                         |                                                         |
| 1                                                       | Kristin Hammarström                                     |                                                         |                                                         | Kopparbergs/Göteborg                                    |                                                         |                                                         |                                                         |                                                         |
| 12                                                      | Hedvig Lindahl                                          |                                                         |                                                         | Kristianstads DFF                                       |                                                         |                                                         |                                                         |                                                         |
| 21                                                      | Sofia Lundgren                                          |                                                         |                                                         | Linköpings FC                                           |                                                         |                                                         |                                                         |                                                         |
| Verdediging                                             |                                                         |                                                         |                                                         |                                                         |                                                         |                                                         |                                                         |                                                         |
| 2                                                       | Charlotte Rohlin                                        |                                                         |                                                         | Linköpings FC                                           |                                                         |                                                         |                                                         |                                                         |
| 3                                                       | Stina Segerström                                        |                                                         |                                                         | Kopparbergs/Göteborg                                    |                                                         |                                                         |                                                         |                                                         |
| 5                                                       | Nilla Fischer                                           |                                                         |                                                         | Linköpings FC                                           |                                                         |                                                         |                                                         |                                                         |
| 6                                                       | Sara Thunebro                                           |                                                         |                                                         | Tyresö FF                                               |                                                         |                                                         |                                                         |                                                         |
| 16                                                      | Lina Nilsson                                            |                                                         |                                                         | LdB FC Malmö                                            |                                                         |                                                         |                                                         |                                                         |
| 18                                                      | Jessica Samuelsson                                      |                                                         |                                                         | Linköpings FC                                           |                                                         |                                                         |                                                         |                                                         |
| Middenveld                                              |                                                         |                                                         |                                                         |                                                         |                                                         |                                                         |                                                         |                                                         |
| 4                                                       | Amanda Ilestedt                                         |                                                         |                                                         | LdB FC Malmö                                            |                                                         |                                                         |                                                         |                                                         |
| 7                                                       | Lisa Dahlkvist                                          |                                                         |                                                         | Tyresö FF                                               |                                                         |                                                         |                                                         |                                                         |
| 1                                                       | Antonia Göransson                                       |                                                         |                                                         | Turbine Potsdam                                         |                                                         |                                                         |                                                         |                                                         |
| 13                                                      | Emmelie Konradsson                                      |                                                         |                                                         | Umeå IK FF                                              |                                                         |                                                         |                                                         |                                                         |
| 15                                                      | Therese Sjögran                                         |                                                         |                                                         | LdB FC Malmö                                            |                                                         |                                                         |                                                         |                                                         |
| 17                                                      | Caroline Seger                                          |                                                         |                                                         | Tyresö FF                                               |                                                         |                                                         |                                                         |                                                         |
| 19                                                      | Elin Magnusson                                          |                                                         |                                                         | KIF Örebro DFF                                          |                                                         |                                                         |                                                         |                                                         |
| 20                                                      | Marie Hammarström                                       |                                                         |                                                         | Kopparbergs/Göteborg                                    |                                                         |                                                         |                                                         |                                                         |
| Aanval                                                  |                                                         |                                                         |                                                         |                                                         |                                                         |                                                         |                                                         |                                                         |
| 8                                                       | Lotta Schelin                                           |                                                         |                                                         | Olympique Lyonnais                                      |                                                         |                                                         |                                                         |                                                         |
| 9                                                       | Kosovare Asllani                                        |                                                         |                                                         | Paris Saint-Germain FC                                  |                                                         |                                                         |                                                         |                                                         |
| 10                                                      | Sofia Jakobsson                                         |                                                         |                                                         | Chelsea FC Women                                        |                                                         |                                                         |                                                         |                                                         |
| 14                                                      | Josefine Öqvist                                         |                                                         |                                                         | Montpellier HSC                                         |                                                         |                                                         |                                                         |                                                         |
| 22                                                      | Olivia Schough                                          |                                                         |                                                         | Kopparbergs/Göteborg                                    |                                                         |                                                         |                                                         |                                                         |
| 23                                                      | Jenny Hjohlman                                          |                                                         |                                                         | Umeå IK FF                                              |                                                         |                                                         |                                                         |                                                         |
| Bondscoach: Pia Sundhage                                |                                                         |                                                         |                                                         |                                                         |                                                         |                                                         |                                                         |                                                         |

| Doel                     |                    |   |     |                        |
| 1                        | Hedvig Lindahl     | 4 | - 5 | Chelsea FC Women       |
| 12                       | Hilda Carlén       |   |     | Piteå IF               |
| 21                       | Emelie Lundberg    |   |     | Eskilstuna United      |
| Verdediging              |                    |   |     |                        |
| 2                        | Jonna Andersson    | 4 | 0   | Linköpings FC          |
| 3                        | Linda Sembrant     | 4 | 0   | Montpellier HSC        |
| 4                        | Emma Berglund      |   |     | Paris Saint-Germain FC |
| 5                        | Nilla Fischer      | 3 | 0   | VfL Wolfsburg          |
| 6                        | Magdalena Eriksson | 3 | 0   | Chelsea FC Women       |
| 15                       | Jessica Samuelsson | 3 | 0   | Linköpings FC          |
| 16                       | Hanna Glas         |   |     | Eskilstuna United      |
| Middenveld               |                    |   |     |                        |
| 7                        | Lisa Dahlkvist     | 4 | 0   | KIF Örebro DFF         |
| 10                       | Julia Spetsmark    | 1 | 0   | KIF Örebro DFF         |
| 13                       | Josefin Johansson  |   |     | Piteå IF               |
| 14                       | Hanna Folkesson    | 3 | 0   | FC Rosengård           |
| 17                       | Caroline Seger     | 3 | 0   | Olympique Lyonnais     |
| 22                       | Olivia Schough     | 3 | 0   | Eskilstuna United      |
| 23                       | Elin Rubensson     | 3 | 0   | Kopparbergs/Göteborg   |
| Aanval                   |                    |   |     |                        |
| 8                        | Lotta Schelin      | 4 | 2   | FC Rosengård           |
| 9                        | Kosovare Asllani   | 4 | 0   | Manchester City WFC    |
| 11                       | Stina Blackstenius | 4 | 2   | Montpellier HSC        |
| 18                       | Fridolina Rolfö    | 3 | 0   | FC Bayern München      |
| 19                       | Pauline Hammarlund | 1 | 0   | Kopparbergs/Göteborg   |
| 20                       | Mimmi Larsson      | 1 | 0   | Eskilstuna United      |
| Bondscoach: Pia Sundhage |                    |   |     |                        |

SvFF · A-internationals · Selecties · Bondscoaches · Zweeds vrouwenelftal · Olympisch elftal · Zweden U21 · Zweden U20 · Zweden U19 · Zweden U18 · Zweden U17 · Zweden U16 · Vrouwen U17
1908 – 1919 ·
1920 – 1929 ·
1930 – 1939 ·
1940 – 1949 ·
1950 – 1959 ·
1960 – 1969 ·
1970 – 1979 ·
1980 – 1989 ·
1990 – 1999 ·
2000 – 2009 ·
2010 – 2019 ·
2020 − 2029
EK 1960 · 
EK 1964 · 
EK 1968 · 
EK 1972 · 
EK 1976 · 
EK 1980 · 
EK 1984 · 
EK 1988 · 
EK 1992 ·
EK 1996 · 
EK 2000 ·
EK 2004 ·
EK 2008 ·
EK 2012 · 
EK 2016 · 
EK 2020
WK 1930 · 
WK 1934 ·
WK 1938 ·
WK 1950 ·
WK 1954 · 
WK 1958 ·
WK 1962 · 
WK 1966 · 
WK 1970 ·
WK 1974 ·
WK 1978 ·
WK 1982 · 
WK 1986 · 
WK 1990 ·
WK 1994 ·
WK 1998 · 
WK 2002 ·
WK 2006 ·
WK 2010 · 
WK 2014 · 
WK 2018
OS 1908 · 
OS 1912 · 
OS 1920 · 
OS 1924 · 
OS 1928 · 
OS 1932 · 
OS 1936 · 
OS 1948 · 
OS 1952 · 
OS 1956 · 
OS 1964 · 
OS 1968 · 
OS 1972 · 
OS 1976 · 
OS 1980 · 
OS 1984 · 
OS 1988 · 
OS 1992 · 
OS 1996 · 
OS 2000 · 
OS 2004 · 
OS 2008 · 
OS 2012 · 
OS 2016
1908 · 
1909 · 
1910 · 
1911 · 
1912 · 
1913 · 
1914 · 
1915 · 
1916 · 
1917 · 
1918 · 
1919 · 
1920 · 
1921 · 
1922 · 
1923 · 
1924 · 
1925 · 
1926 · 
1927 · 
1928 · 
1929 · 
1930 · 
1931 · 
1932 · 
1933 · 
1934 · 
1935 · 
1936 · 
1937 · 
1938 · 
1939 · 
1940 ·
1941 ·
1942 ·
1943 ·
1944  ·
1945 · 
1946 · 
1947 · 
1948 · 
1949 · 
1950 · 
1952 · 
1952 · 
1953 · 
1954 · 
1955 · 
1956 · 
1957 · 
1958 · 
1959 ·
1960 · 
1961 · 
1962 · 
1963 · 
1964 · 
1965 · 
1966 · 
1967 · 
1968 · 
1969 ·
1970 · 
1971 · 
1972 · 
1973 · 
1974 · 
1975 · 
1976 · 
1977 · 
1978 · 
1979 ·
1980 · 
1981 · 
1982 · 
1983 · 
1984 · 
1985 · 
1986 · 
1987 · 
1988 · 
1989 · 
1990 · 
1991 · 
1992 · 
1993 · 
1994 · 
1995 · 
1996 · 
1997 · 
1998 · 
1999 · 
2000 · 
2001 · 
2002 · 
2003 · 
2004 · 
2005 · 
2006 · 
2007 · 
2008 · 
2009 · 
2010 · 
2011 · 
2012 · 
2013 · 
2014 · 
2015 · 
2016 · 
2017 · 
2018 ·
2019 ·
2020 ·
2021
Albanië ·
Algerije ·
Argentinië ·
Armenië ·
Australië ·
Azerbeidzjan ·
Bahrein ·
Barbados ·
België ·
Bosnië en Herzegovina ·
Botswana ·
Brazilië ·
Bulgarije ·
Chili ·
China ·
Colombia ·
Costa Rica ·
Cuba ·
Cyprus ·
DDR ·
Denemarken ·
Duitsland ·
Ecuador ·
Egypte ·
Engeland ·
Estland ·
Faeröer ·
Finland ·
Frankrijk ·
Georgië ·
Griekenland ·
Hongarije ·
Ierland ·
IJsland ·
Iran ·
Israël ·
Italië ·
Ivoorkust ·
Jamaica ·
Japan ·
Joegoslavië ·
Jordanië ·
Kameroen ·
Kazachstan ·
Kosovo ·
Kroatië ·
Letland ·
Liechtenstein ·
Litouwen ·
Luxemburg ·
Maleisië ·
Malta ·
Mexico ·
Moldavië ·
Montenegro ·
Nederland ·
Nieuw-Zeeland ·
Nigeria ·
Noord-Ierland ·
Noord-Korea ·
Noord-Macedonië ·
Noorwegen ·
Oekraïne ·
Oezbekistan ·
Oman ·
Oostenrijk ·
Paraguay ·
Peru ·
Polen ·
Portugal ·
Qatar ·
Roemenië ·
Rusland ·
San Marino ·
Saoedi-Arabië ·
Schotland ·
Senegal ·
Servië ·
Singapore ·
Slovenië ·
Slowakije ·
Sovjet-Unie ·
Spanje ·
Syrië ·
Thailand ·
Trinidad en Tobago ·
Tsjechië ·
Tsjecho-Slowakije ·
Tunesië ·
Turkije ·
Uruguay ·
Venezuela ·
Verenigde Arabische Emiraten ·
Verenigde Staten ·
Verenigd Koninkrijk ·
Wales ·
Wit-Rusland ·
Zuid-Afrika ·
Zuid-Korea ·
Zwitserland
Brazilië (1958) ·
Duitsland (2006) ·
Duitsland (2018) ·
Engeland (2006) ·
Engeland (2012) ·
Engeland (2018) ·
Frankrijk (2012) ·
Griekenland (2008) ·
Ierland (2016) ·
Italië (2016) ·
Mexico (2018) ·
Oekraïne (2012) ·
Oekraïne (2021) ·
Paraguay (2006) ·
Polen (2021) ·
Rusland (2008) ·
Slowakije (2021) ·
Spanje (2008) ·
Spanje (2021) ·
Trinidad en Tobago (2006) ·
Zuid-Korea (2018) ·
Zwitserland (2018)